# Riti di morte
Riti di morte (Ritos de muerte, 1996), della scrittrice spagnola Alicia Giménez-Bartlett, è il primo romanzo della serie dedicata all'ispettrice Petra Delicado ed al suo vice Fermín Garzón.
Narrato in prima persona dalla protagonista, il libro tratta un tema delicato come lo stupro lasciando spazio anche a vivacità ed ironia.

## Storia editoriale
Il libro è stato tradotto in tedesco, francese, neogreco, polacco, portoghese, inglese, ceco, finlandese, oltre che in italiano. 

## Trama
Petra, quarantenne con due matrimoni falliti alle spalle, ha lasciato un deludente lavoro da avvocato ed è entrata nella polizia di Barcellona, l'incarico da archivista non la soddisfa e  cerca  un ruolo più impegnativo ostacolata dal fatto di essere donna; l'alternativa sarebbe quella di una vita tranquilla nella sua nuova casetta con giardino a Poblenou dove vive dopo il  secondo divorzio.
I due ex mariti sono ancora una presenza costante nella sua vita: Hugo, avvocato di successo, non si capacita della sua decisione di aver abbandonato una carriera da stimata professionista; Pepe, molto più giovane, cercava in lei più le sicurezze di una madre che quelle di una moglie.
Il collega che viene affiancato nella prima indagine a Petra si chiama Fermín Garzón, un poliziotto più anziano, riservato ed esperto capace di intuizioni sorprendenti. In realtà ha un atteggiamento quasi abulico da chi aspetta solo di andare in pensione e dopo essere rimasto vedovo con un figlio adulto che vive negli Stati Uniti non ha molte motivazioni.
Il caso è quello di uno stupro di una minorenne, seguito da altri tre episodi simili, il violentatore è sempre lo stesso perché firma i suoi crimini marchiando le vittime con un oggetto che lascia cicatrici a forma di fiore.
L'ostacolo più grande durante le indagini sembra essere in realtà il carattere rude di Petra, troppo poco diplomatica col suo vice e con le stesse vittime delle violenze sessuali; i mass media  presentano all'opinione pubblica un caso affidato a due poliziotti non in grado di condurre un'indagine così complicata.
La morte del presunto colpevole e gli abbagli presi da Petra porteranno paradossalmente alla soluzione del caso.

## Edizioni in italiano
- Alicia Giménez Bartlett, Riti di morte, traduzione di Maria Nicola, Palermo: Sellerio, 2002
- Alicia Gimènez-Bartlett, Riti di morte, traduzione di Maria Nicola, Roma: La Biblioteca di Repubblica, 2005
- Alicia Giménez Bartlett, Riti di morte, legge Claudia Tuni, Feltre: Centro Internazionale del Libro Parlato, 2015